# Homeless Heart
Homeless Heart（ホームレス・ハート）は、日本の音楽ユニット。

## メンバー
- 山下弥生：ボーカル

名古屋出身。
結成以前はOL生活を送っていたが、27歳のときにOL生活をやめ、単身で渡米。
Homeless Heart解散後はソロ活動を行なっている。
- 岩田浩：ギター、ボーカル

M-BANDのギタリストとしても活動。
2013年11月24日死去。

## 略歴・概要
1989年、アメリカから帰国した山下が岩田と出会い、結成。各地のライブハウスを中心に活動後、1994年にEPICソニーからシングル「日常」、アルバム『Homeless Heart』でメジャーデビュー。同レーベル在籍中に3枚のシングル、3枚のアルバムを発表した。
1998年1月、解散。

## タイアップ一覧
| 使用年 | 曲名                     | タイアップ                                 |
| ------ | ------------------------ | ------------------------------------------ |
| 1995年 | いつか抱かれる日のために | 日本テレビ系『しんドラ』エンディングテーマ |

## ヘビーローテーション/パワープレイ

### ラジオ
| 放送年 | 曲名                     | ラジオヘビーローテーション/パワープレイ |
| ------ | ------------------------ | --------------------------------------- |
| 1995年 | いつか抱かれる日のために | NORTH WAVE 1995年9月度POWER PLAY        |